# Ariane Sommer

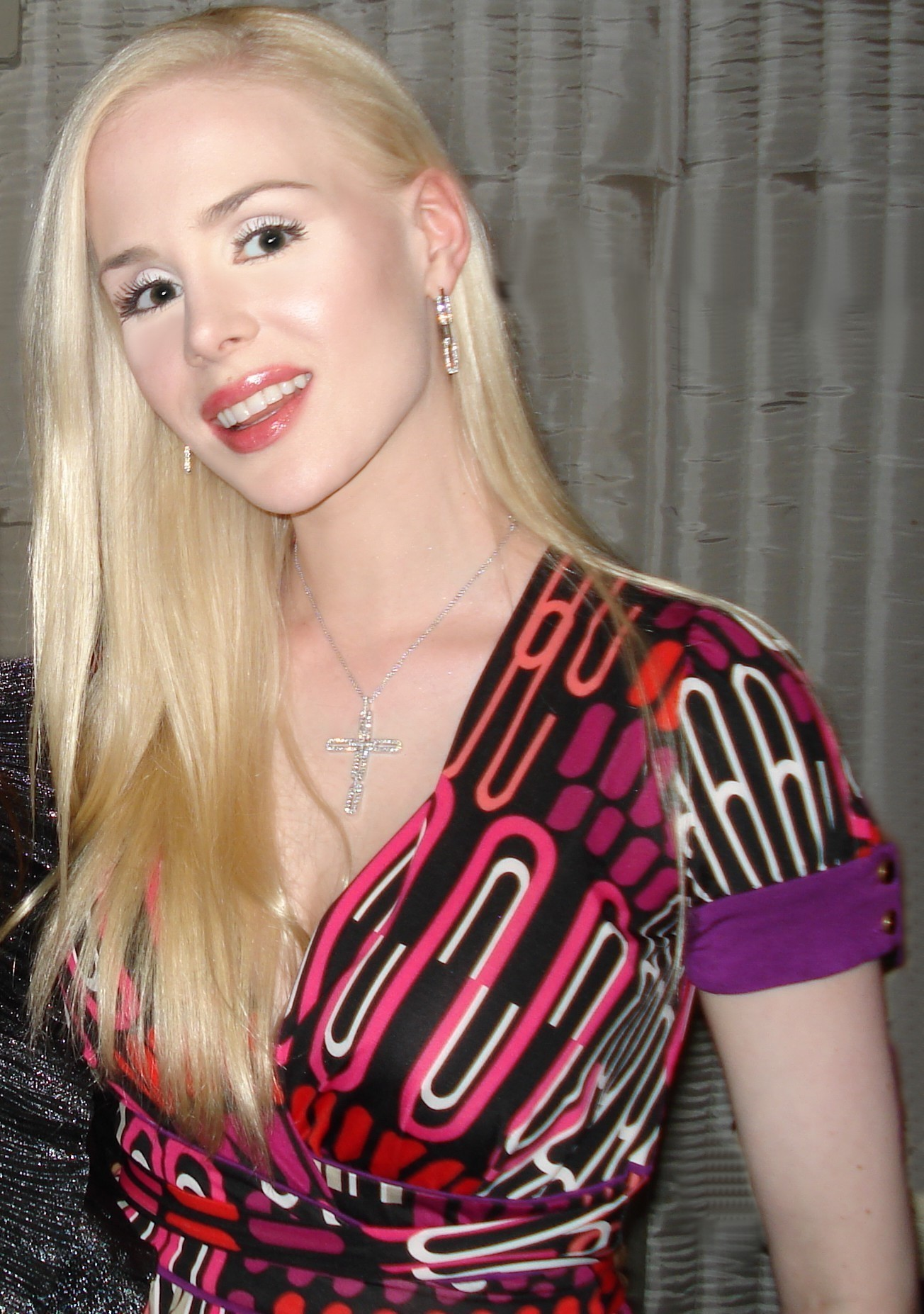
Ariane Sommer (2009)

Ariane Sommer (* 9. März 1977 in Bonn) ist eine deutsche Autorin, Kolumnistin, Moderatorin sowie ein Model. Bekannt wurde sie zu Beginn des Jahres 2000 durch Berichte in Boulevard-Medien, in denen sie häufig als It-Girl bezeichnet wurde.

## Leben
Ihr Onkel war der Journalist Theo Sommer. Als Tochter eines deutschen Diplomaten wuchs Ariane Sommer an verschiedenen Orten auf, unter anderem in Neu-Delhi, Sierra Leone, Paris, Madrid und Miami. Sie absolvierte ihr Abitur auf dem Internat Salem am Bodensee und zog anschließend nach Berlin, um an der FU Berlin Politikwissenschaft zu studieren. 2002 zog sie nach London, wo sie am Actors Center Schauspiel studierte. 2005 zog sie nach Los Angeles, nachdem sie 2004 eine Beziehung mit dem US-amerikanischen Filmproduzenten Clay Kahler begann. 2012 heirateten sie.

## Model, Schauspielerei und Moderation
Sommer arbeitet seit ihrem 13. Lebensjahr als Model. Sie erschien in etlichen Katalogen und war in Druck- und Fernsehwerbekampagnen der Deutschen Telekom und von Volkswagen zu sehen. Auch gelangte sie auf die Titelseiten verschiedener Magazine. Sommer wurde 2008 von den Lesern der Zeitschrift Maxim unter die 101 schönsten Frauen der Welt gewählt.
Ab 2000 übernahm sie Komparsenrollen in Fernsehserien und Nebenrollen in Filmen wie Oskar Roehlers Agnes und seine Brüder (hier in einer Massenszene als eine der Gehirngestalten). 2007 wurde Sommer in der Sony-Pictures-Produktion Kings of South Beach in einer Komparsenrolle (Girl at the Bar) besetzt.
In Deutschland moderierte sie unter anderem die Fernsehsendungen Top of the Pops (Co-Moderation, RTL, 2001), Lebensart (n-tv, 2001) und Die Supergärtner (ProSieben, 2005).

## Schreiben
2000 wurde ihr Buch Die Benimm-Bibel im Argon Verlag veröffentlicht, das ab 2001 als Fischer-Taschenbuch vorliegt.
2009 erschien die Kurzgeschichtensammlung Foreign Affairs im weissbooks.w-Verlag. Zusammen mit Roman Libbertz hat sie im September 2015 den erotischen Roman Lieben Lassen im ars vivendi verlag veröffentlicht.
Sie war in Deutschland als Kolumnistin tätig (feste Kolumnen 2000–2002 im Playboy, 2001–2002 in Max, einmalige Gastkolumnen und Beiträge in InStyle, Bunte, Cosmopolitan, Emma, emotion, Bild, Die Zeit, FAZ sowie Revue und BILD.de).
In der britisch-chinesischen Publikation China Ethos erscheint seit 2008 eine Kolumne von ihr über Kultur, Gesellschaft und Etikette unter dem Titel The Diplomat’s Daughter.
Seit April 2011 schreibt Sommer eine wöchentliche Kolumne für Gala. Im April 2007 erschien Sommer auf dem Titel der Zeitschrift Maxim, im Februar 2008 in einer Fotostrecke des Magazins GQ.
Seit 2008 lebt Ariane Sommer vegetarisch und seit 2009 „so vegan wie möglich“. Im Herbst 2008 warb sie nackt in einer Kampagne für die Tierrechtsorganisation PETA gegen das Tragen von Pelz. Von 2014 bis 2022 schrieb Ariane Sommer in ihrer Kolumne „Pflanzen essen“ für Die Tageszeitung über veganes Leben.

## Buchveröffentlichungen
- Die Benimm-Bibel: Ultimatives für moderne Menschen. Argon, Berlin 2001, ISBN 978-3-87024-546-7 (Taschenbuch: Fischer, Frankfurt am Main 2002, ISBN 978-3-596-15650-4).
- Foreign Affairs. Kurzgeschichtensammlung, weissbooks.w, weissbooks 2009, ISBN 978-3-940888-45-7.
- Lieben Lassen (mit Roman Libbertz). Roman, ars vivendi 2015, ISBN 978-3-86913-575-5.

## Filmografie
- 2001: Das Baby-Komplott
- 2001: Suck My Dick
- 2002: Der Duft des Geldes
- 2004: Agnes und seine Brüder
- 2007: Kings of South Beach
- 2009: Iron Cross
- 2012: Tim Sander goes to Hollywood

TV
- 2000: Gute Zeiten, schlechte Zeiten
- 2002: Streit um drei
- 2003: Die Rosenheim-Cops
- 2011: Das PokerStars.de Ass[6]